# Rudolfinum
Il Rudolfinum è un auditorium che si trova a Praga, precisamente nel quartiere di Josefov, ed è la sede dell'Orchestra Filarmonica Ceca ed ospita anche una galleria d'arte moderna, la Galerie Rudolfinum.

## Storia

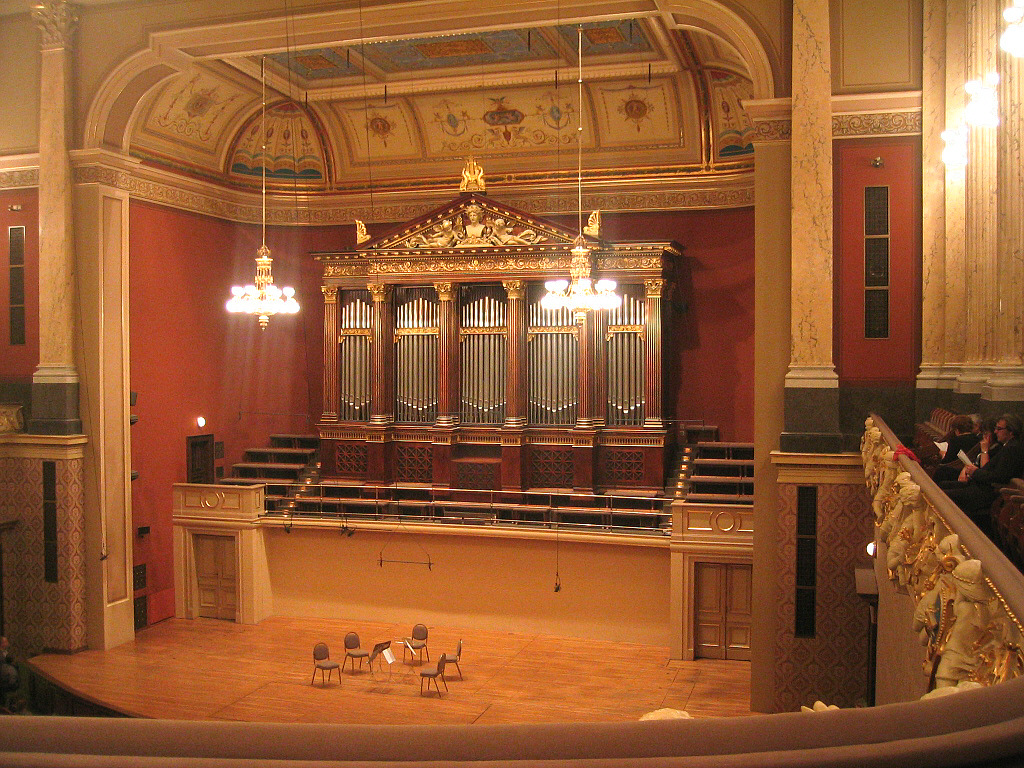
Sala Dvořák

Il palazzo venne costruito tra il 1876 ed il 1884 su progetto di Josef Zítek e Josef Schulz e chiamato così in onore del principe Rodolfo d'Asburgo-Lorena. L'edificio è uno splendido esempio di architettura neorinascimentale ceca. Tra il 1918 ed il 1939 e per alcuni anni successivi alla Seconda Guerra Mondiale, il palazzo fu sede del parlamento cecoslovacco. Qui si tengono numerosi concerti, fra cui anche quelli del festival Primavera di Praga. Tra le varie sale la più sfarzosa è la Sala Dvořák, nella quale si tengono concerti di musica classica.